# Curvularia subulata
Curvularia subulata är en svampart som först beskrevs av Nees ex Fr., och fick sitt nu gällande namn av Boedijn ex J.C. Gilman 1945. Curvularia subulata ingår i släktet Curvularia och familjen Pleosporaceae.   Inga underarter finns listade i Catalogue of Life.